# Finne (Höhenzug)
Die Finne (früher Vinne und Uinna) ist ein, je nach Definition, bis 370,1 m ü. NHN hoher und bis etwa 23 km langer Höhenzug im Burgenlandkreis (Sachsen-Anhalt) und im Landkreis Sömmerda (Thüringen) in Deutschland.

## Namensursprung
Der in seiner Bedeutung nicht geklärte Name des Höhenzugs wurde 1142 als Vinne und 1168 Uinna erwähnt. Die Ableitung von Sumpf (wie Hohes Venn und Fehn) und eine Übernahme vom Namen des Finnbergs sind möglich.

## Geographie

### Lage
Die Finne – teilweise im Naturpark Saale-Unstrut-Triasland gelegen – begrenzt zusammen mit den Höhenzügen Schmücke im Westnordwesten, Hohe Schrecke im Nordwesten und der jenseits beider gelegenen Hainleite den nordöstlichen Teil des Thüringer Beckens. Sie liegt etwa zwischen Burgwenden im Nordwesten, Billroda, dem etwas entfernten Bad Bibra und Wischroda im Nordosten, Rastenberg und Bachra im Südwesten und erstreckt sich aus Richtung Nordwesten über Eckartsberga bis nach Bad Sulza an der Ilm (Saale-Zufluss) im Südosten. Unweit nordöstlich der Finne fließt der Saale-Zufluss Unstrut.
An der Finne liegt direkt östlich von Bachra ein Rückhaltebecken und ostsüdöstlich Rastenbergs befinden sich im Wald mehrere Teiche.
Die ineinander übergehenden Höhenzüge Finne und Schmücke – zwischen Bad Sulza im Südosten und Heldrungen im Nordwesten – sind zusammen knapp 40 km lang, und die rund 23 km lange Finne (Bad Sulza–Burgwenden) ist mit ihren Ausläufern maximal rund 12 km breit.

### Abgrenzung zu Hoher Schrecke und Schmücke
Die Finne geht nach Westnordwesten in die Schmücke und nach Nordwesten in die Hohe Schrecke über. Früher wurde sie als der Kern-Höhenzug angesehen, der sich in etwa jenseits der Linie Burgwenden–Langenroda in die anderen beiden aufspaltet, wodurch ihr höchster Berg der 370,1 m hohe Wetzelshain wäre und ihre Fläche etwa 140 km² betrüge. Heute liegen jedoch die bewaldeten Teile der Rumpf-Hochfläche im Naturschutzgebiet Hohe Schrecke, weshalb sie auf Karten meistens jenem Teil-Höhenzug zugerechnet werden. Hierdurch verringerte sich die Fläche der Finne erheblich.
Prinzipiell verläuft der Übergang der Buntsandstein-Rumpffläche zur Hohen Schrecke fließend und stellt keine naturräumliche oder geologische Grenze dar. Signifikant sind lediglich die Grenze zum schmalen, zur Finne gezählten Finnberg-Grat im Südwesten und zur Schmücke nach Westnordwesten – in beiden steht primär Muschelkalk an.

### Naturräumliche Zuordnung
Naturräumlich betrachtet gehört die Finne – im Unteren Unstrut-Berg- und Hügelland – als Teil der Buntsandstein-Hügelländer (Nr. 2) zum Naturraum Hohe Schrecke–Schmücke–Finne (2.2).

### Erhebungen
Zu den Erhebungen der Finne gehören – mit Höhe in Meter (m) über Normalhöhennull (NHN):
→ für diese und weitere (thüringische) Erhebungen siehe Absatz Finne des Artikels Liste der Berge in Thüringen
- Seligenbornsberg (356 m), im Übergangsbereich zur Hohen Schrecke; nordöstlich von Lossa, Burgenlandkreis, Sachsen-Anhalt
- Erbsland (353,6 m), im Übergangsbereich zur Hohen Schrecke; bei Ostramondra, Landkreis Sömmerda, Thüringen
- Querigberg (345,8 m), südwestlich von Lossa, Burgenlandkreis, Sachsen-Anhalt
- Finnberg (332,4 m), bei Burgwenden, Landkreis Sömmerda, Thüringen
- Wolfsanger (327,8 m), südlich von Wohlmirstedt, Burgenlandkreis, Sachsen-Anhalt
- namenloser Berg? (312,0 m), südlich von Braunsroda, Burgenlandkreis, Sachsen-Anhalt
- Mühlberg (310,4 m), nördlich von Rastenberg, Landkreis Sömmerda, Thüringen
- Schloßberg (299,4 m), in/bei Eckartsberga, Burgenlandkreis, Sachsen-Anhalt

## Schutzgebiete
Je nach Definition, wenn man die Hohe Schrecke mit zur Finne zählt, wurden Teile der Finne 2004 Teil des Naturschutzgebiets Hohe Schrecke (CDDA-Nr. 329442) ausgewiesen, das 34,593 km² Fläche (anderen Angaben zufolge 34,37 km²) groß ist. Das Gebiet wurde als Bestandteil des Fauna-Flora-Habitat-Gebiets Hohe Schrecke-Finne (FFH-Nr. 4734-320; 57,32 km²) an die Europäische Kommission gemeldet. Flächenmäßig deckungsgleich mit dem FFH-Gebiet ist das Vogelschutzgebiet Hohe Schrecke-Finne (VSG-Nr. 4734-320; 57,32 km²).

## Verkehr
Durch die Finne führen die Bundesstraßen 176 (bei Billroda und Rothenberga) und 87 (bei Eckartsberga und Mallendorf), wobei von letzterer in Eckartsberga die Bundesstraße 250 nach Norden abzweigt. Von diesen Straßen zweigen mehrere Landes- und Kreisstraßen ab, die durch die Finne verlaufen. Der Finnetunnel der Eisenbahn-Neubaustrecke Erfurt–Leipzig/Halle unterquert die Finne auf 6.970 m Länge. Früher verlief bei Rothenberga die Finnebahn etwa in Ost-West-Richtung durch die Landschaft. Vorbei an den äußeren Südostausläufern der Finne führt die Pfefferminzbahn, von der beim dortigen Bad Sulza zwei – außerhalb der Finne verlaufende – Bahnstrecken abzweigen.